# Pfälzische P 1.II
Die Dampflokomotiven der Gattung P 1II der Pfalzbahn waren zusammen mit der P 1I die ersten Personenzuglokomotiven in der Pfalz.
1876 wurden von der Elsässischen Maschinenbau-Gesellschaft Grafenstaden sechs Exemplare dieser Lok für die Pfalzbahn gebaut. Die Fahrzeuge hatten einen Innenrahmen mit einem Kessel der Bauart Crampton, eine innenliegende Stephensonsteuerung sowie eine unterstützte Feuerbüchse. Später wurden die Fahrzeuge um einen Dampfdom ergänzt. Fünf Fahrzeuge wurden in den 1920ern ausgemustert. Ein Exemplar ging an die Deutsche Reichsbahn und bekam die Nummer 34 7451, wurde aber nicht mehr eingesetzt.
Sie waren mit Schlepptendern der Bauart 2 T 7,5 ausgestattet.